# Camponotus pubescens
Camponotus pubescens é uma espécie de inseto do gênero Camponotus, pertencente à família Formicidae.